# Parasmittina marginata
Parasmittina marginata är en mossdjursart som först beskrevs av Ferdinand Canu och Ray Smith Bassler 1929.  Parasmittina marginata ingår i släktet Parasmittina och familjen Smittinidae. Inga underarter finns listade i Catalogue of Life.